# Rogneda de Polotsk
Rogneda de Polotsk (Rogneda Rogvolodovna) est une princesse de Polotsk, née vers 960 et morte en 1002,.

## Biographie
Elle est la fille du prince Rogvolod de Polotsk et de la princesse Ingelborge Tryggvedatter de Norvège (sœur du roi Olaf Ier Tryggvason de Norvège et fille de Tryggve Olafsson ; cf. l'article Harald Ier).
Lorsqu'elle refuse l'union proposée par le prince du Royaume de Rus' Wolodymyr, celui-ci l'épouse contre son gré avant de tuer ses parents ainsi que les deux frères de Rogneda et de la renommer Gorislava.
De son union forcée avec Wolodymyr, naîtront plusieurs enfants, dont Iaroslav le Sage.

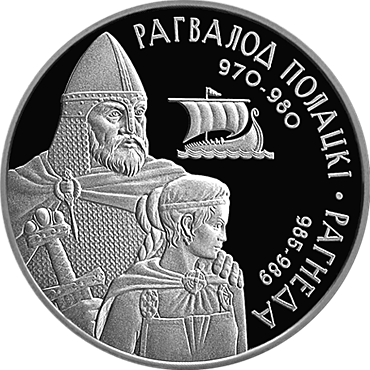
Rogvold de Polotsk et Rogneda, sur le revers d'une pièce commémorative en argent.